# Варзі (притока Іжа)
Варзі́ (рос. Вази) — річка в Алнаському районі Удмуртії та Агризькому районі Татарстану, Росія, права притока Іжа.
Довжина річки становить 26 км. Бере початок на Можгинської височини на територія села Виль-Шудья, впадає до Іжа на території однойменного села Варзі. Лівий берег переважно крутіший, в середній течії стрімко обривається до русла.
На річці розташовані села
- Удмуртії — Виль-Шудья, Сосновка, Варзібаш, Варзіно-Олексієво;
- Татарстану — Варзі-Омга, Варзі.